# Anke Hilbrenner
Anke Hilbrenner (* 31. Oktober 1972 in Osnabrück) ist eine deutsche Historikerin.
Ab Wintersemester 1992/1993 studierte sie an der Universität Bonn osteuropäische Geschichte, Germanistik und politische Wissenschaft. Im Jahr 1998 erlangte sie den Grad einer Magistra Artium an der Philosophischen Fakultät in Bonn. Von 1999 bis 2000 absolvierte sie ein Promotionsstudium am DFG-Graduiertenkolleg Kulturelles Bewusstsein und sozialer Wandel in der russischen und sowjetischen Gesellschaft im 20. Jahrhundert an der Ruhr-Universität Bochum. Von 2000 bis 2004 war sie wissenschaftliche Mitarbeiterin an der Abteilung für Osteuropäische Geschichte der Universität Bonn. 2003 wurde ihr die Doktorwürde durch die Philosophische Fakultät der Universität Bonn verliehen. Von 2004 bis 2014 war sie Hochschulassistentin an der Abteilung für Osteuropäische Geschichte der Universität Bonn. Nach dem Habilitationskolloquium 2014 vor der Philosophischen Fakultät der Universität Bonn und Verleihung der Venia legendi für Neuere und Osteuropäische Geschichte vertrat sie von 2014 bis 2015 die W3-Professur (Susanne Schattenberg) für Zeitgeschichte und Kultur Osteuropas an der Universität Bremen. 2016 vertrat sie die W3-Professur (Martin Schulze Wessel) für Geschichte Ost- und Südosteuropas an der LMU München. 2016 nahm sie den Ruf auf die Professur für Neuere Geschichte Osteuropas an der Universität Göttingen an. Seit 2022 ist sie Professorin für Osteuropäische Geschichte an der Heinrich-Heine-Universität Düsseldorf.
Ihre Forschungsschwerpunkte sind Alltagsgeschichte des Zweiten Weltkriegs – Gender Studies, Transnationale Geschichtsschreibung, Sport als Herrschaftspraxis in asymmetrischen Beziehungen (Besatzungspolitik, Lagergesellschaften), jüdische Geschichte im östlichen Europa – Nationalismusforschung, Diaspora Studies, Genozidforschung, Erinnerungskulturen und Geschichte des russländischen Terrorismus – Gewaltforschung, Emotionengeschichte, Neue Kolonialgeschichte.

## Schriften (Auswahl)
Monographien
- Diaspora-Nationalismus. Zur Geschichtskonstruktion Simon Dubnows (= Schriften des Simon-Dubnow-Instituts/Simon-Dubnow-Institut für Jüdische Geschichte und Kultur. Bd. 7). Vandenhoeck & Ruprecht, Göttingen 2007, ISBN 3-515-07068-0.
- mit Charlotte Jahnz: Am 9. November: Innenansichten eines Jahrhunderts 1918, 1923, 1938, 1969, 1974, 1989. Kiepenheuer & Witsch, Köln 2019, ISBN 978-3-462-05144-5.

Herausgeberschaften
- mit Gregor Feindt und Dittmar Dahlmann: Sport under Unexpected Circumstances. Violence, Discipline, and Leisure in Penal and Internment Camps (= Veröffentlichungen des Instituts für Europäische Geschichte, Mainz. Supplement. Band 119). Vandenhoeck & Ruprecht, Göttingen 2018, ISBN 978-3-525-31052-6.
- mit Dittmar Dahlmann: Zwischen großen Erwartungen und bösem Erwachen – Juden, Politik und Antisemitismus in Ost- und Südosteuropa 1918–1945. Brill, Leiden 2007, ISBN 978-3-506-75746-3; 2019 auch als E-Book (PDF) unter ISBN 978-3-657-75746-6. (Verlagsinf. zum Buch, Autorinnen, Inhalt).